# Lorenzo Lauri
Lorenzo Lauri (né le 15 octobre 1864 à Rome, capitale de l'Italie et mort le 8 octobre 1941 à Rome) est un cardinal italien du début du XXe siècle.

## Biographie
Lorenzo Lauri  étudie  à Rome. Après son ordination  il est professeur du séminaire pontifical romain et à l'Athénée pontifical de Propaganda Fide. En 1917, il est élu archevêque titulaire d'Éphèse (de) et internonce au Pérou (en) et il est nommé nonce apostolique en Pologne en 1921.
Le pape Pie XI le crée cardinal lors du consistoire du 21 décembre 1926. À partir de 1927 Lauri est  pénitencier majeur. Il est camerlingue du Sacré Collège en 1939-1937 et camerlingue de la Sainte Église romaine à partir de 1939. Lauri participe au conclave de 1939, lors duquel Pie XII est élu.
Il meurt le 8 octobre 1941.

## Succession apostolique
Lorenzo Lauri a ordonné les évêques suivants :
- Évêque Domingo Juan Vargas, O.P. (1921)